# Kimbra
Kimbra, de son nom complet Kimbra Lee Johnson, née le 27 mars 1990 à Hamilton, est une chanteuse et auteure-compositrice-interprète néo-zélandaise.

## Biographie
Kimbra Johnson nait et grandit en Nouvelle-Zélande. Son père travaille à l'université de Waikato et sa mère est infirmière. Elle n'évolue pas dans un milieu familial musical, mais elle commence à écrire des chansons dès ses dix ans. Elle étudie au lycée Hillcrest. Ses parents lui offrent sa première guitare pour ses 12 ans et après quelques leçons de musique, elle se retrouve déjà sur scène. Elle n'a jamais pris de cours de chant. Elle concourt trois années consécutives au National Schools' Competition Rockquest où elle obtient la seconde place en 2004, à l'âge de 14 ans.  
Kimbra possède une certaine connaissance de la langue française, et selon ses dires, aimerait davantage l'apprendre.

## Carrière

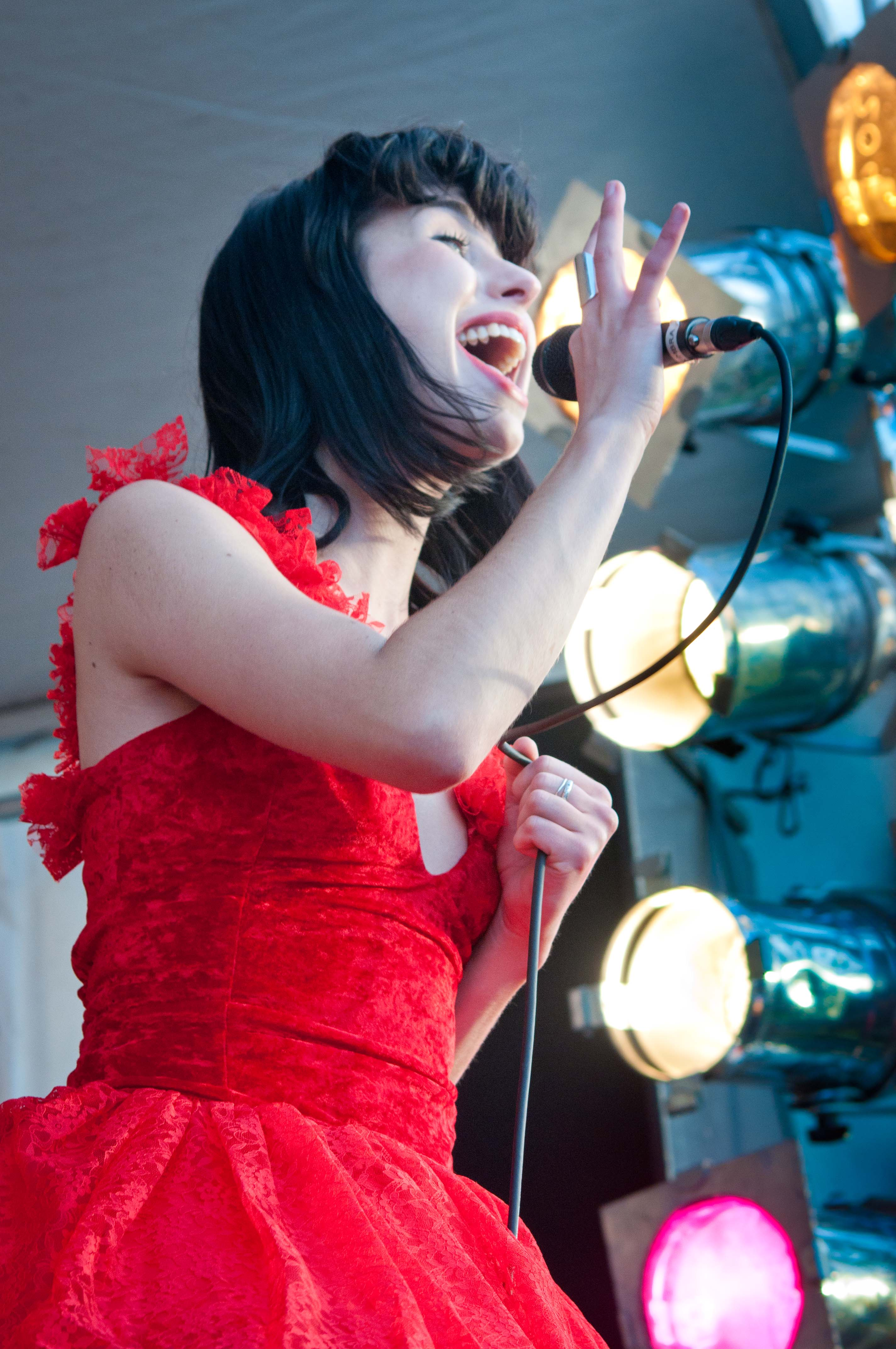
Kimbra en concert à Auckland (2012)

Kimbra donne sa première performance avec le single Smile sur une chaîne néo-zélandaise pour enfants. Après sa victoire au Juice TV avec son second single Simply on My Lips en 2007, elle est repérée par Mark Richardson qui devient son agent et la fait signer sous son label Forum 5. Elle part pour l'Australie et commence une carrière professionnelle. Elle sort son premier single Settle down issu de l'album Vows en 2010. La vidéo est réalisée par Guy Franklin.
En juin 2011, Kimbra signe un contrat chez Warner Bros. Son premier album arrive en cinquième et troisième position des classements australiens et néo-zélandais, dès sa sortie. La couverture de l'album est illustrée par des peintures corporelles réalisées par Rhys Mitchell et Raphael Rizzo.
En novembre 2011, elle reçoit le prix de la meilleure interprète féminine de l'ARIA pour son titre Cameo lover de l'album Vows.
En 2011, également, elle chante en duo avec Gotye la chanson Somebody That I Used to Know. Le succès mondial du titre lui permet d'accompagner Gotye dans une tournée internationale où elle apparaît en première partie.
En avril 2012, elle participe au projet Converse avec Mark Foster, le leader de Foster the People, et DJ A-Trak en enregistrant le tube Warrior et le clip qui l'accompagne.
Kimbra a également écrit et interprété With My Hands, pour la bande originale du film Frankenweenie de Tim Burton, 2012.
En 2013, sa chanson Come into my head est choisie comme musique de générique à la fin du film de Sandra Bullock, Les Flingueuses (The Heat), réalisé par Paul Feig.

## Récompenses
- 2011 : prix Vodafone New Zealand Music Awards, Prix de la critique[4]
- 2011 : prix ARIA, catégorie "Meilleure interprète féminine"[5], Chanson de l'année et meilleur titre Pop,  Somebody that I used to know (Gotye, Making Mirrors)
- 2011 : prix ARIA, catégorie "Chanson de l'année" pour Somebody that I used to know (Gotye, Making Mirrors)[5]
- 2011 : prix ARIA, catégorie "Meilleur titre Pop" pour Somebody that I used to know (Gotye, Making Mirrors)[5]
- 2012 : prix Vodafone New Zealand Music Awards, catégorie "Album de l'année"[6]
- 2012 : prix Vodafone New Zealand Music Awards, catégorie "Meilleure interprète féminine"[6]
- 2012 : prix Vodafone New Zealand Music Awards, catégorie "Meilleur album pop"[6]
- 2012 : prix Vodafone New Zealand Music Awards, catégorie "Révélation de l'année"[6]
- 2012 : prix Vodafone New Zealand Music Awards, catégorie "Meilleur rayonnement international" (Vows)[6]
- 2012 : prix ARIA Music, catégorie "Meilleure interprète féminine"[7]
- 2013 : prix Grammy, catégorie "Album de l'année" pour « Somebody That I Used to Know »[8]
- 2013 : prix Grammy, catégorie "Best Pop Duo/Group Performance" pour « Somebody That I Used to Know »[8]

## Discographie

### Ses musiciens
Membres actuels :
- Timon Martin : guitare, chœur (2009-…)
- Fagan Wilcox : échantillons, synthétiseur, basse, chœur (2009-…)
- Ben Davey : clavier, chœur (2010-…)
- Stevie McQuinn : batterie (2010-…)

Anciens membres :
- Joe Cope (2009)
- Stan Bicknell : batterie (2009-2010)

### Albums en studio
| Albums                        | Details                                                                              | Meilleurs classements | Meilleurs classements | Performance               |
| Albums                        | Details                                                                              | AUS                   | NZ                    | Performance               |
| ----------------------------- | ------------------------------------------------------------------------------------ | --------------------- | --------------------- | ------------------------- |
| Vows, édition Australie et NZ | - Sortie : 29 août 2011 - Label : Warner Bros. - Format : CD, téléchargement, Vinyl  | 4                     | 3                     | - AUS : Platine - NZ : Or |
| Vows, édition Monde           | - Sortie : 22 mai 2012 - Label : Warner Bros. - Format : CD, téléchargement, Vinyl   |                       |                       |                           |
| The Golden Echo               | - Sortie : 19 août 2014 - Label : Warner Bros. - Format : CD, téléchargement, Vinyl  |                       |                       |                           |
| Primal Heart                  | - Sortie : 20 avril 2018 - Label : Warner Bros. - Format : CD, téléchargement, Vinyl | 31                    | 12                    |                           |

### Singles
| Année | Titre               | Meilleurs classements | Meilleurs classements | Album             |
| Année | Titre               | AUS                   | NZ                    | Album             |
| ----- | ------------------- | --------------------- | --------------------- | ----------------- |
| 2005  | "Deep for You"      | —                     | —                     | non-album singles |
| 2007  | "Simply on My Lips" | —                     | —                     | non-album singles |
| 2010  | "Settle Down"       | —                     | 37                    | Vows              |
| 2011  | "Cameo Lover"       | —                     | —                     | Vows              |
| 2011  | "Good Intent"       | 98                    | —                     | Vows              |
| 2012  | "Warrior"           | —                     | —                     | Vows              |
| 2018  | "Version of Me"     | —                     | —                     | Primal Heart (en) |

### Collaborations
| Année | Titre                                                    | Meilleurs classements | Meilleurs classements | Meilleurs classements | Meilleurs classements | Meilleurs classements | Meilleurs classements | Meilleurs classements | Meilleurs classements | Meilleurs classements | Meilleurs classements | Meilleurs classements | Performances thresholds)                                            | Album                      |
| Année | Titre                                                    | AUS                   | AUT                   | BEL (FLA)             | CAN                   | GER                   | IRE                   | NL                    | NZ                    | SWI                   | UK                    | US                    | Performances thresholds)                                            | Album                      |
| ----- | -------------------------------------------------------- | --------------------- | --------------------- | --------------------- | --------------------- | --------------------- | --------------------- | --------------------- | --------------------- | --------------------- | --------------------- | --------------------- | ------------------------------------------------------------------- | -------------------------- |
| 2009  | "Asleep In The Sea" (As Tall As Lions featuring Kimbra)  | —                     | —                     | —                     | —                     | —                     | —                     | —                     | —                     | —                     | —                     | —                     |                                                                     | You Can't Take It with You |
| 2010  | "I Look to You" (Miami Horror featuring Kimbra)          | —                     | —                     | —                     | —                     | —                     | —                     | —                     | —                     | —                     | —                     | —                     |                                                                     | Illumination               |
| 2011  | "Somebody That I Used to Know" (Gotye featuring Kimbra), | 1                     | 1                     | 1                     | 4                     | 1                     | 1                     | 1                     | 1                     | 1                     | 1                     | 1                     | - AUS: 9× Platine - NZ: 3× Platine - BEL: 2× Platine - GER: Platine | Making Mirrors             |